# Pedro Martínez (Bischof)

Wappen von Pedro Daniel Martínez Perea

Pedro Daniel Martínez Perea (* 5. März 1956 in Mendoza, Argentinien) ist ein argentinischer Geistlicher und Theologe. Er war von 2011 bis 2020 römisch-katholischer Diözesanbischof von San Luis.

## Leben
Pedro Martínez studierte Theologie und Philosophie am Erzbischöflichen Priesterseminar von Paraná und empfing am 17. Dezember 1981 die Priesterweihe für das Erzbistum Mendoza. Er wirkte zunächst für zwei Jahre als Kaplan an der Stadtpfarrei San Vicente Ferrer in Godoy Cruz und wurde anschließend in die Pfarrei Santa María Goretti im Wallfahrtsort Luján de Cuyo versetzt. Von 1983 bis 1984 übte er gleichzeitig das Amt des Kirchennotars am Kirchengericht von Mendoza aus. Auf Einladung des Bischofs León Kruk wurde er 1986 in den Klerus des Bistums San Rafael inkardiniert und zur Fortsetzung seiner theologischen Studien nach Rom entsandt, wo er das 1992 das Doktorat für Kanonisches Recht an der Lateranuniversität abschloss und nach Argentinien zurückkehrte. 2003 promovierte er an derselben römischen Universität auch in Dogmatik.
In San Rafael amtierte er ab 1992 zunächst als Kanzler am Bischöflichen Ordinariat und wurde 1993 Studienpräfekt und Ausbildungsleiter am Priesterseminar der Diözese, wo er zugleich als Theologieprofessor lehrte. Gleichzeitig lehrte er auch Theologie am Priesterseminar der Nachbardiözese San Luis. Von 1998 bis 2000 war er Theologieprofessor an der privaten Wirtschaftsschule Instituto del Carmen in San Rafael. 2005 wurde er Professor für Fundamentaltheologie an der Geisteswissenschaftlichen Fakultät der Katholischen Universität von Cuyo.
Von 1999 bis 2001 übte er im Auftrag der Kongregation für die Institute geweihten Lebens als Kommissar des Päpstlichen Delegaten Bischof Alfonso Delgado Evers von Posadas die Leitung des Instituts des fleischgewordenen Wortes aus, einer 1984 von dem argentinischen Priester Carlos Miguel Buela in San Rafael gegründeten Priestervereinigung, deren Sitz im Frühjahr 2001 auf Wunsch des Vatikans nach Italien verlegt wurde. Von 2000 bis 2002 war er Konsultor des Ausschusses für Glaube und Kultur der argentinischen Bischofskonferenz.
Papst Benedikt XVI. ernannte ihn am 7. Dezember 2009 zum Koadjutorbischof von San Luis. Die Bischofsweihe spendete ihm der Erzbischof von La Plata, Héctor Rubén Aguer, am 19. März 2010; Mitkonsekratoren waren Alfonso Delgado Evers, Erzbischof von San Juan de Cuyo, Jorge Luis Lona, Bischof von San Luis, Eduardo Maria Taussig, Bischof von San Rafael, und Juan Alberto Puiggari, Bischof von Mar del Plata.
Mit der Emeritierung seines Vorgängers Jorge Luis Lonas folgte er diesem am 22. Februar 2011 im Amt des Bischofs von San Luis nach. Papst Franziskus nahm am 9. Juni 2020 seinen vorzeitigen Rücktritt an.